# Nicolaus Adam Strungk
Nicolaus Adam Strungk, döpt 15 november 1640 i Braunschweig, död 23 september 1700 i Dresden, var en tysk tonsättare. Han var son till Delphin Strungk.
Strungk var från 1661 förste violinist i Celle och Hannover, blev 1678 ledare av rådsmusiken i Hamburg, anställdes 1682 hos hertig Ernst August av Hannover som kammarorganist och åtföljde denne på en resa till Italien. Han blev vice kapellmästare i Dresden 1688, hovkapellmästare där 1693 och flyttade 1697 till Leipzig, där han redan 1692 inrättat en operascen. 
Strungk skrev för Hamburgs och Dresdens teatrar 23 operor, som blev av betydelse för den äldsta tyska operans utveckling. Han utgav 200 valda arior ur sina operor (1684–85). Två sonater av honom finns i handskrift i Uppsala universitetsbibliotek.